# Ghostlight
Ghostlight — девятый студийный альбом финской альтернативной рок-группы Poets of the Fall, выпущенный 29 апреля 2022
года на лейбле Insomniac. Как говорилось в интервью, альбом является завершающей частью трилогии, первые две части которой — Clearview (2016) и Ultraviolet (2018). После более поп-ориентированного и синтезаторного Ultraviolet, Ghostlight показывает, как группа возвращается к гитарным симфоническим оркестровкам. Это самый длинный альбом в дискографии Poets.

## Список композиций
| №                   | Название                   | Длительность |
| ------------------- | -------------------------- | ------------ |
| 1.                  | «Firedancer»               | 6:20         |
| 2.                  | «Requiem for My Harlequin» | 5:37         |
| 3.                  | «Sounds of Yesterday»      | 5:23         |
| 4.                  | «Revelations»              | 6:03         |
| 5.                  | «Heroes and Villains»      | 5:10         |
| 6.                  | «Lust for Life»            | 4:26         |
| 7.                  | «Chasing Echoes»           | 4:18         |
| 8.                  | «Weaver of Dreams»         | 5:55         |
| 9.                  | «Hello Cabaret»            | 5:47         |
| 10.                 | «Beyond the Horizon»       | 6:28         |
| Общая длительность: | Общая длительность:        | 55:27        |